# Fuad Guliyev
Fuad Guliyev Khalil oglu (Bakú, 6 de julio de 1941) es un político azerí, que fue jefe de gobierno de su país entre 1995 y 1996.
Nació y creció en el Bakú soviético y entre 1958 y 1963 estudió Ingeniería del petróleo en la universidad Azərbaycan Dövlət Neft və Sənaye Universiteti de su ciudad natal. Su primer trabajo como ingeniero fue en una fábrica de cemento de Krychov (RSS de Bielorrusia). Posteriormente regresó a Bakú, donde durante varios años realizó importantes trabajos de innovación técnica y administración en industrias. En 1982 Heydər Əliyev lo nombró director de fábrica, cargo en el que se mantuvo hasta 1994.
Durante el período soviético, recibió condecoraciones debido a sus avances técnicos en la economía agrícola y petrolífera. Debido a ello, en 1994 pasó a ser vice primer ministro y más tarde diputado y primer ministro, siendo sus tareas más importantes durante su breve carrera política las reformas en el sector agrícola, acuerdos internacionales en materia petrolífera y la prevención de la inflación. Los problemas de salud fueron la causa de que abandonara la política tan pronto. Fue sustituido en el cargo por Artur Rasizade.